# Lubāna
Lubāna wymowaⓘ (niem. Alt Lubahn) – miasto we wschodniej Łotwie. W latach 2009–2021 stolica novadsu Lubāna.